# Dourbie
De Dourbie is een rivier in Frankrijk. Zij ontspringt in het Massif du Lingas in het zuiden van het Massif de l’Aigoual in het nationaal park van de Cevennen, stroomt door het regionaal natuurpark van de Grands Causses en mondt uit in de Tarn te Millau.
De belangrijkste zijrivieren zijn de Durzon en de Trévezel.
De rivier vloeit door drie departementen: Gard, Lozère en Aveyron in de regio Occitanië.